# Gussy Holl

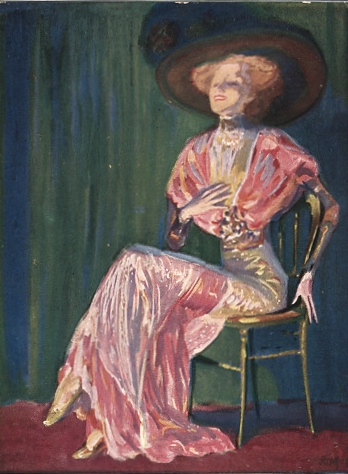
Paul Rieth: Porträt Gussy Holl

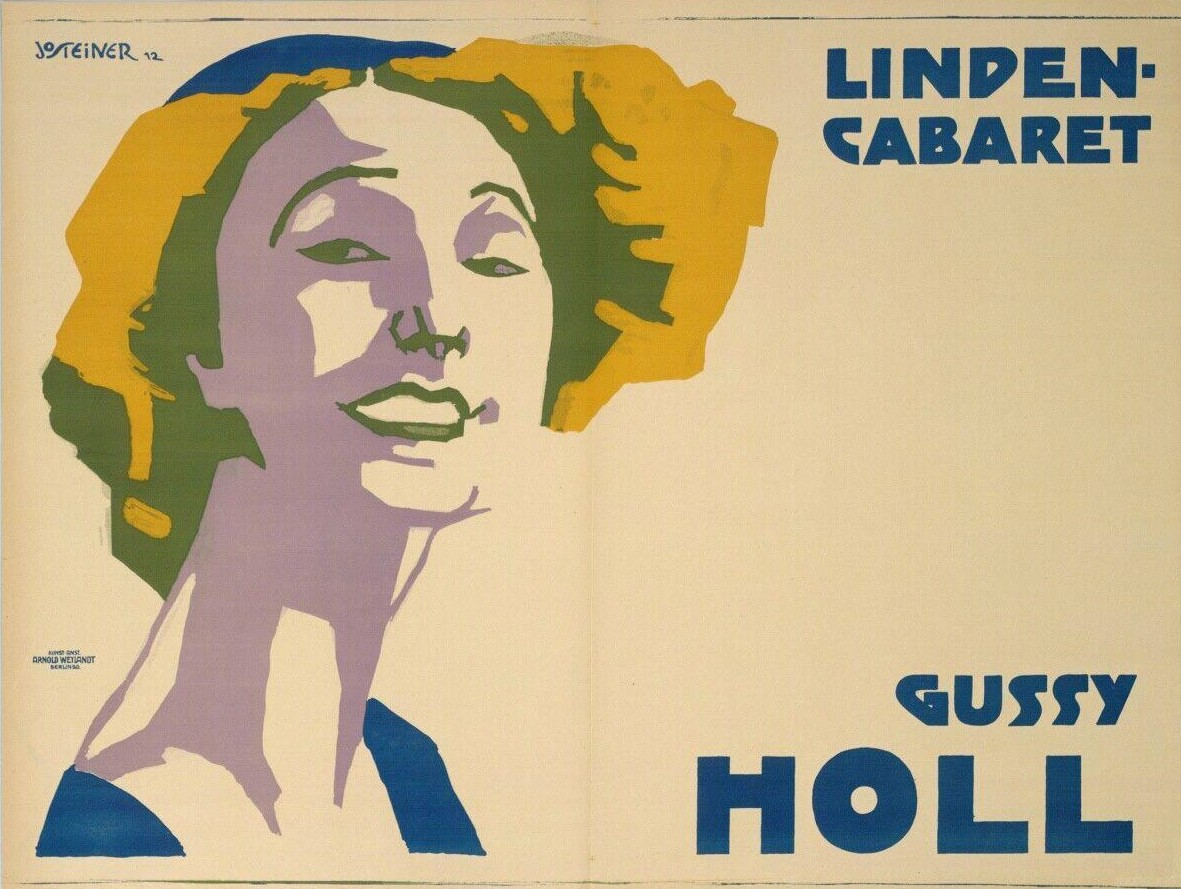
Gussy Holl im Linden-Cabaret, Berlin (1912). Farblithografie von Jo Steiner

Gussy Holl, gebürtig Auguste Marie Christine Holl (* 22. Februar 1888 in Frankfurt am Main, Deutsches Reich; † 16. Juli 1966 in Salzburg, Österreich), war eine deutsche Stummfilm-Schauspielerin und Diseuse.

## Leben
Ihre Eltern waren der Versicherungsbeamte Georg Holl und dessen Ehefrau Marie Christine geb. Körbel. Holl heiratete 1919 den Schauspieler Conrad Veidt, von dem sie 1922 geschieden wurde. In zweiter Ehe war sie seit 1923 mit Emil Jannings bis zu dessen Tod 1950 verheiratet. Von 1926 bis 1929 verbrachte sie drei Jahre zusammen mit ihrem Mann in Hollywood. 1929 kehrte sie nach Deutschland zurück. Ihre letzte Ruhestätte fand sie im Grab ihres Mannes am Wolfgangsee.
Als Sängerin von Chansons in den Zwanziger Jahren des 20. Jahrhunderts war sie mit etlichen literarischen Berühmtheiten bekannt, wie beispielsweise Kurt Tucholsky oder Carl Zuckmayer. Zuckmayer charakterisierte „die Holl“ als „Dame und ,Kerl‘ zugleich“, Tucholsky nannte sie neben Goethe den „zweiten großen Mann, den Frankfurt hervorgebracht“ habe.

## Filmografie
- 1913: Amerika – Europa im Luftschiff
- 1919: Wahnsinn
- 1919: Die Prostitution (2 Teile)
- 1920: Die Nacht auf Goldenhall
- 1921: Sehnsucht
- 1921: Menschen im Rausch